# Braljina (Ćićevac)
Pour les articles homonymes, voir Braljina.
Braljina (en serbe cyrillique : Браљина) est un village de Serbie situé dans la municipalité de Ćićevac, district de Rasina. Au recensement de 2011, il comptait 66 habitants.
Un autre village portant le nom de Braljina est situé à proximité.

## Démographie
| 1948 | 1953 | 1961 | 1971 | 1981 | 1991 | 2002 | 2011 |
| ---- | ---- | ---- | ---- | ---- | ---- | ---- | ---- |
| 363  | 369  | 357  | 259  | 221  | 156  | 118  | 66   |

|  |